# Campionati del mondo di ciclocross 2008 - Gara maschile Elite
La gara maschile Elite dei Campionati del mondo di ciclocross 2008, cinquantanovesima edizione della prova, si svolse il 27 gennaio 2008 con partenza ed arrivo da Treviso, in Italia, su un circuito di 3,252 km da ripetere diverse volte. La vittoria fu appannaggio dell'olandese Lars Boom, il quale terminò la gara in 1h05'27", precedendo il ceco Zdeněk Štybar e l'altro belga Sven Nys terzo. 
Partenza con 64 ciclisti, dei quali 62 portarono a termine la competizione.

## Squadre partecipanti
| N. ciclisti | Cod. | Squadra       |
| ----------- | ---- | ------------- |
| 8           | BEL  | Belgio        |
| 3           | CAN  | Canada        |
| 5           | CZE  | Rep. Ceca     |
| 1           | DEN  | Danimarca     |
| 4           | ESP  | Spagna        |
| 6           | FRA  | Francia       |
| 4           | GER  | Germania      |
| 2           | GBR  | Gran Bretagna |
| 8           | ITA  | Italia        |

| N. ciclisti | Cod. | Squadra     |
| ----------- | ---- | ----------- |
| 2           | JPN  | Giappone    |
| 1           | LUX  | Lussemburgo |
| 6           | NLD  | Paesi Bassi |
| 1           | NOR  | Norvegia    |
| 2           | POL  | Polonia     |
| 5           | SUI  | Svizzera    |
| 4           | SVK  | Slovacchia  |
| 3           | SWE  | Svezia      |
| 4           | USA  | Stati Uniti |

## Ordine d'arrivo (Top 10)
| Pos. | Corridore             | Squadra     | Tempo    |
| ---- | --------------------- | ----------- | -------- |
| 1    | Lars Boom             | Paesi Bassi | 1h05'27" |
| 2    | Zdeněk Štybar         | Rep. Ceca   | a 5"     |
| 3    | Sven Nys              | Belgio      | a 6"     |
| 4    | Erwin Vervecken       | Belgio      | a 9"     |
| 5    | Radomir Simunek       | Rep. Ceca   | a 10"    |
| 6    | Marco Aurelio Fontana | Italia      | s.t.     |
| 7    | Sven Vanthourenhout   | Belgio      | s.t.     |
| 8    | Christian Heule       | Svizzera    | a 12"    |
| 9    | John Gadret           | Francia     | s.t.     |
| 10   | Klaas Vantornout      | Belgio      | s.t.     |